# Estación de Alcains
La Estación Ferroviaria de Alcains, igualmente conocida como Estación de Alcains, es una estación ferroviaria de la Línea de la Beira Baixa, que sirve a la parroquia de Alcains, en el Distrito de Castelo Branco, en Portugal.

## Descripción

### Localización y accesos
Esta plataforma se encuentra en Alcains Estación, frente a la travesía de S. Pedro.

### Vías de circulación y plataformas
En enero de 2011, la estación disponía de dos vías de circulación, con 589 y 651 metros de longitud; las dos plataformas tenían 170 y 68 metros de extensión, y 25 y 50 centímetros de altura.

### Servicios
En julio de 2011, era utilizada por servicios Regionales de la operadora Comboios de Portugal.

## Historia
El tramo entre Abrantes y Covilhã de la Línea de la Beira Baixa, donde esta estación se encuentra, comenzó a ser construido a finales de 1885, y entró en explotación el 6 de septiembre de 1891.
Esta plataforma sufrió obras de remodelación, en el ámbito de un contrato de modernización de la Red Ferroviaria Nacional, que abarcó el tramo entre las estaciones de Castelo Branco y Vale de Prazeres; los trabajos fueron concluidos a principios de abril de 2011.